# 小行星8027
小行星8027（英語：8027 Robertrushworth）是一颗围绕太阳公转的小行星。1991年8月7日，亨利·E·霍爾特在帕洛马山发现了此天体。
这颗小行星的绝对星等为25.09993等。